# Burger Boy
Burger Boy fue una cadena mexicana de comida rápida, fundada en 1968, y tuvo su primera sucursal en la colonia San Ángel, en la Ciudad de México. 
La cadena fue famosa por anunciar en su menú sus hamburguesas llamadas "Brontohamburguesas": "Unifante", "Brontodoble" y "Dinotriple", así como sus famosos juguetes en forma de los mismos personajes de cada hamburguesa y los "loco-popotes".

## Historia
La historia de Burger Boy surgió a finales de la década los años 1960, específicamente en 1968, luego de un acuerdo comercial de 4 empresas latinoamericanas, para luego alcanzar notoriedad en el mercado a nivel estatal.
Burger Boy llegó a México luego de la idea de traer al territorio mexicano el concepto "Fast food", donde inicialmente sólo era un concepto desarrollado en los Estados Unidos. Abrieron su primera sucursal ubicada en San Ángel, Ciudad de México, sobre la Av. Insurgentes Sur, que posteriormente se convirtió en un Banco BBVA México. 
Abrió sucursales en diferentes zonas de la Ciudad de México así como en el Estado de México. Luego de su expansión, Burger Boy logró abrir más de 50 ubicaciones, logrando tener mayor presencia con restaurantes en ciudades como Monterrey, Nuevo León y Guadalajara, Jalisco.

## Desaparición
Luego de la llegada de cadenas estadounidenses de comida rápida al territorio mexicano, empresas como McDonald's y Burger King, empezó el gran declive de Burger Boy en el país y originó a perder popularidad, luego de que en 1985 la cadena de comida rápida americana McDonald's abriera su primera sucursal en el país al sur de la Ciudad de México, ubicada sobre Periférico Sur, frente a la televisora Imevisión, hoy TV Azteca. 
En el año 1994, Burger Boy renovó su menú y sucursales, y en 1996 vendió sus más de 50 sucursales a la empresa mexicana de alimentos Maseca, del empresario mexicano Roberto González Barrera. Luego de esa adquisión, Maseca vende las sucursales de Burger Boy a la cadena estadounidense Whataburger, misma que terminó de deshacerse de la famosa cadena mexicana y así terminar con su desaparición por toda la república mexicana.  
Algunas de sus ubicaciones fueron demolidas como la sucursal de Tlatelolco, ubicada sobre Av. Eje Central y Ricardo Flores Magón, o abandonadas, en cambio otras sucursales como las ubicadas en Insurgentes Sur, San Cosme y Pilares se convirtieron en Burger King.  

## Popularidad
La cadena mexicana de comida rápida Burger Boy tuvo su auge tanto en publicidad como en sus propios restaurantes, luego de que grandes personalidades de la televisión mexicana como el actor Chabelo y la actriz Salma Hayek participaran en comerciales de la cadena mexicana, alcanzando gran popularidad en el país mexicano.
Chabelo anunciaba en los anuncios comerciales a Burger Boy durante todas las emisiones en su programa En Familia Con Chabelo, durante esa época hasta su desaparición, y la actriz de televisión Salma Hayek  como caperucita roja de los setenta anunciando sus famosas malteadas y hamburguesas. La voz oficial que anunciaba los productos del restaurante "Brontohamburguesas": "Unifante", "Brontodoble" y "Dinotriple" fue el actor de televisión mexicano Jorge Arvizu, más conocido como "El Tata", donde dio voz a los comerciales más populares de la época de los años 1980 en México.

## Regreso de Burger Boy al mercado
En octubre de 2015, se anunció el regreso de la marca Burger Boy, la cual estaba dicho en planes de volver al mercado mexicano en un lapso de 2 años, luego de un periodo de 20 años de su desaparición, lo antes mencionado nunca ocurrió debido a desacuerdos legales entre los directivos y el presidente de la empresa.
Durante el mes de agosto de 2022, la marca Burger Boy fue anunciada a la venta, luego del fallido regreso hace más de 6 años.
Hasta el momento, no hay información de que la cadena mexicana de comida rápida regrese al país, ni fecha oficial de su regreso al territorio mexicano.